# Herminamezei AC
A Herminamezei AC egy megszűnt labdarúgócsapat, melynek székhelye Budapesten volt. A csapat egy alkalommal szerepelt az NB I-ben még az 1945-46-os idényben. 1948-ban a klub egyesült a TASE csapatával.

## Névváltozások
- 1920–1929 Világosság Sport Club
- 1929–1946 Herminamezei AC
- 1946–1948 Zugló Herminamezei AC

## Híres játékosok
* a félkövérrel írt játékosok rendelkeznek felnőtt válogatottsággal.
- Boldizsár Géza
- Hidegkuti Nándor
- Lázár Gyula
- Pázmándy Sándor

## Sikerek
NB I
- Résztvevő: 1945-46

NB II
- Bajnok: 1945